# Poa anceps
Poa anceps is een grassoort uit het geslacht Poa, welke behoort tot de grassenfamilie (Poaceae). Het is een meerjarig grasgewas die groeit in bosjes tot 70 centimeter hoog. De stengels hebben een lichtgroene tot groenbruine of blauwgroene kleur.
De soort komt voor op de Kermadeceilanden, die gelegen zijn in de Stille Oceaan, ten noordoosten van Nieuw-Zeeland. Hij groeit zowel langs de kusten als landinwaarts, veelal op rotswanden, in open bossen, te midden van struikgewas en in graslanden.

## Synoniemen
- Poa polyphylla Hack.

... · 
P. angustifolia (Smal beemdgras) · 
P. annua (Straatgras) · 
P. bulbosa (Knolbeemdgras) · 
P. chaixii (Bergbeemdgras) · 
P. compressa (Plat beemdgras) · 
P. foliosa · 
P. litorosa · 
P. nemoralis (Schaduwgras of bosbeemdgras) · 
P. novarae · 
P. palustris (Moerasbeemdgras) · 
P. pratensis (Veldbeemdgras) · 
P. trivialis (Ruw beemdgras) · 
...